# Курахаси, Юмико
Юмико Курахаси (яп. 倉橋 由美子 Курахаси Юмико, 10 октября 1935 года — 10 июня 2005 года) — японская писательница.
Настоящее имя — Юмико Кумагаи (яп. 熊谷 由美子). Курахаси — девичья фамилия. В своём экспериментальном, подчёркнуто антиреалистическом творчестве писательница ставит под вопрос господствующие в обществе нормы в отношении сексуальных отношений, насилия и социального порядка. Антироманы Курахаси задействуют пастиш, пародию и другие характерные средства постмодернистского письма.

## Биография
Родилась в городе Ками (префектура Коти) на острове Сикоку старшей дочерью в семье дантиста. После одного года изучения японской литературы в университете в Киото под давлением отца переехала в Токио для обучения в медицинском училище и получения сертификата стоматологического гигиениста. После успешной сдачи необходимого для допуска к медицинской практике государственного экзамена, однако, поступила на филологический факультет университета Мэйдзи (отделение французской литературы), где занималась под руководством Масанао Сайто, а также посещала лекции таких выдающихся японских литературоведов послевоенных лет, как Мицуо Накамура, Кэнъити Ёсида и Кэн Хирано. В университетские годы Курахаси с большим энтузиазмом знакомилась с произведениями современной литературы, в её круге чтения были Артюр Рембо, Камю, Кафка, Бланшо, Валери. Дипломная работа Курахаси была посвящена сартровскому трактату «Бытие и ничто». Дебютировала в литературе во время учёбы в магистратуре в 1960 году, опубликовав в университетской журнале повесть «Компартия» (パルタイ), острой сатире на левые настроения, расхожие в студенческом движении того времени. Произведение высокой оценки удостоил Кэн Хирано в своей рецензии на него в «Майнити симбун». После перепечатки повести в «Литературном мире» она была номинирована на премию Акутагавы, как и вышедший вслед за ней «Конец лета» (夏の終り). Премии так и не получив, Курахаси все-таки наряду с дебютировавшими в те же годы писателями Такэси Кайко, Синтаро Исихара и Кэндзабуро Оэ была причислена к новому поколению литераторов, пришедших за «третьими новыми». С Оэ её роднило множество совпадений в биографиях: оба родились в 1935 году и выросли на Сикоку, перебрались в Токио, где стали изучать французскую литературу, написали дипломные работы по Сартру, дебютировали в студенческие годы с политически окрашенными рассказами, признанию которых способствовал Кэн Хирано. На этом, однако, совпадения заканчиваются: дальнейший путь, выбранный Курахаси, привёл её к остракизму в японском литературном мире.
Опубликованный в 1961 роман (по сути антироман) «Мрачное путешествие» (暗い旅), написанный от формального второго лица, вызвал многочисленные споры среди критиков вплоть до того, что Дзюн Это обвинил Курахаси в плагиате. По его мнению, это произведение просто имитировало написанный аналогичным способом роман «Изменение» Мишеля Бютора. В связи с этим в печати развернулась ожесточённая дискуссия: Курахаси и защищавшему её критику Такэо Окуно противостояла группа, к которой примкнули Дзюн Это, Кэндзабуро Оэ и Кодзи Сираи (переводчик на японский язык «Тошноты» Сартра). Обсуждение, однако, своего развития не получило: после смерти отца в 1962 году Курахаси бросила университет и постепенно выпала из поля общественного зрения.
В 1964 году Курахаси вышла замуж за работавшего тогда продюсером в NHK Томихиро Кумагаи. Несмотря на значительные проблемы здоровьем, в 1966 году она отправилась на стажировку в Айовский университет (США), где провела около года. В 1969 году опубликованный Курахаси фантасмагорический роман антиутопия «Приключения сумиякиста Q» (スミヤキストQの冒険) вновь вызвал неоднозначную реакцию.
Радикальный поворот в творчестве Курахаси ознаменовал роман «Плавучий мост во сне» (夢の浮橋, 1971), который, однако, был проигнорирован критиками. «Жестокие сказки для взрослых» (大人のための残酷童話, 1984), где была вывернута чёрная подноготная сказок, стали самым популярным произведением писательницы при её жизни. Не избалованная вниманием к себе со стороны литературного истеблишмента она в 1987 году была также награждена премией Идзуми Кёка за «Путешествие на Аманон» (アマノン国往還記), масштабную (анти)утопию.
В последние годы жизни в связи с ухудшением состояния здоровья Курахаси практически полностью отошла от писательской деятельности　и сосредоточилась на переводах детской литературы. Последней её работой стал новый перевод «Маленького принца» Экзюпери. Также широко известны её переводы Шела Силверстайна.
Юмико Курахаси скончалась в возрасте 69 лет от дилатационной кардиомиопатии. Заболевание было неизлечимым, однако Курахаси последовательно отказывалась даже от операций, которые бы могли продлить её жизнь.

## Очерк творчества
Если в «Компартии», «Приключениях сумиякиста Q» и других произведениях раннего периода Курахаси предстает исполненным сарказмом и отстранённым наблюдателем происходящего в современном ему обществе, то в своих поздних работах, вроде серии вдохновленных японской мифологией связанных рассказов «Между миром земным и подземным» (よもつひらさか往還), она обращается по сути к фантастике, оставаясь, впрочем, столь же отвлечённой и демонстративно лишённой личной заинтересованности в происходящем. В своих многочисленных эссе, в которых Курахаси приходилось отвечать на нападки критиков, развивая идею невовлечённости, она выражала полное неприятие традиции японской эгобеллетристики. В её собственных произведениях смерть героев часто немотивирована и заурядна. Изобразительные средства Курахаси зачастую провокационны будь то повсеместные в её работах инцесты или богохульство, за которым, однако, стояли обстоятельные схоластические штудии.
В 1960-е годы, когда невиданного доселе подъёма достигли революционные настроения и общая политизированность среди молодёжи, вызванная, в частности, массовым протестом против американо-японского Договора безопасности, Курахаси, принадлежавшая к тому же поколению писателей, что и активно участвовавшие в этом процессе Оэ и Исихара, оставалась полностью безучастной, сохраняя свою идеологическую неангажированность на протяжении всей жизни. С одинаковым цинизмом ей развенчивались политические устремления левых (в «Компартии» и «Приключениях сумиякиста Q») и, позднее, правых («Путешествие на Аманон»), за что Курахаси подвергалась нападкам со стороны и тех, и других. Таким же последовательным было нежелание Курахаси быть связанной с японским литературным истеблишментом, как, впрочем, и читателями, попытки общения с которыми ей самой же и были пресечены.
В ряде поздних произведений, с большой долей условности объединённых общим персонажем по имени Кэйко, Курахаси на основе древнегреческих мифов изображается современное ей японское общество потребления, впрочем, также лишь условно связанное с какими-то реальными событиями. С годами в произведениях Курахаси всё сильнее стали выраженными научно-фантастические мотивы. Сама писательница также проявляла неподдельный интерес к технологическим новшествам и, наряду с Кобо Абэ, стала одним из первых писателей, которые начали пользоваться в своём труде аппаратными текстовыми процессорами.
Нетривальное письмо у Курахаси сочеталось с соответствующей орфографией: она придерживалась исторической орфографии каны, которую, впрочем, при наборе издательства, как правило, изменяли на современную.
Как переводчик, Курахаси в основном работала с детской литературой, однако зачастую пытаясь при этом литературу детскую переосмыслить в ключе, позволяющем адресовать её взрослым, о чём сама она неоднократно упоминала в послесловиях к изданиям переводов. Предельно открыто это было сделано в «Жестоких сказках для взрослых» (1984).
Творчество Курахаси заведомо противоречиво, оттого выпадает из мейнстрима современной японской литературы, как серьёзной, так и тем более развлекательной. Большее признание, чем в Японии, её работы получили на Западе, где они хотя бы на самом общем уровне более или менее органично вписываются в постмодернистские представления о литературе. Основные произведения Курахаси переведены на английский и немецкий языки.

## Смысл литературы по Курахаси
Начиная уже с самых первых работ, Курахаси подвергалась суровой критике за абстрактность, безнравственность, аполитичность, даже плагиат (см. выше о дискуссии с Дзюном Это). В программном для неё эссе «Лабиринт и негативность романа» (小説の迷路と否定性, 1966) Курахаси, отвечая на критику, пишет, что не стремится в своих произведениях к фиксации фактов объективной реальности или тем более личных переживаний. По Курахаси, слова существуют вне соответствия с объектами реальности, они даже не средства коммуникации, а самоценны сами по себе. Её творческая задача — уравнять степень самодостаточности слов в поэзии и прозе, привнеся в последнюю ту их автономность, которая составляет существо поэзии. На обвинения в плагиате Курахаси ответила тем, что, во-первых, не видит смысла в выработке собственного стиля (я — стерильно, см. ниже), а во-вторых, требует отличать используемый ей пастиш от не имеющего к нему отношения плагиата.
Ключом к пониманию Курахаси является понятие антимира. В «Лабиринте и негативности романа» именно литература выдвигается на эту роль антимира. Произведение — созданный воображением конструкт, который задает некоторое изначальное пространство (лабиринт), населенное не персонажами, а «переменными», взаимодействующими по «логике» снов. Таким образом, место реалистического мимезиса занимает деформация: «реальный» мир становится подчинённым антимиру. У Курахаси этот антимир изначально увязывается с женским началом и местом женщины в маскулинном мире (см. эссе «Мой третий пол», 私の第三の性, 1960). При этом её не интересует эмансипация, наоборот именно женщина как воплощение Другого становится способной объективизировать окружающий мир.
На протяжении всего своего творчества Курахаси регулярно обращалась к этой трактовке романа и женщины как метафор друг друга. Роман у неё становится аналогичным женским выделениям. Развивая эту предельно телесную метафору в своей рецензии на одно из произведений Фумико Энти, где героиней является женщина, перенёсшая гистерэктомию, Курахаси уподобляет эту стерильную женщину литературе, её выделения — словам. Идеальным для неё романом поэтому становится «построенный в воздухе дом, в котором в неизвестное время, в несуществующем месте, некто кто по сути никто, без каких-либо причин пытается сделать что-то, но заканчивает тем, что не делает ничего» («Литература как яд», 毒薬としての文学, 1967).
В свете такой трактовки литературы становятся естественными самые неестественные половые извращения, которыми изобилуют произведения Курахаси. Они не только служат средствами нарушения табу и общепринятых норм, но и подрывают любое устойчивое представление о «я», так как «я» определяет только через отношения с другими: ненормальные отношения деформируют и само «я», становящееся текучим и непостоянным (по определению самой Курахаси, пустым).